# Église Saint-Quentin de Sailly-Laurette
L'église Saint-Quentin de Sailly-Laurette est située à Sailly-Laurette, dans le département de la Somme, à une vingtaine de kilomètres à l'est d'Amiens.

## Historique
L'église de Sailly-Laurette, construite à la fin du XVIIIe siècle, était placée sous le vocable de saint Quentin et sainte Benoîte. Elle fut détruite lors des combats de la Première Guerre mondiale. Le précédent édifice avait été construit au XVIIIe siècle par Sénachal, architecte de l'abbaye de Corbie.
Un bas-relief représentant le martyre de saint Quentin formait le retable d'une des chapelles de la cathédrale d'Amiens. L'œuvre de François-Augustin Carpentier, fils du sculpteur Jean-Baptiste Carpentier fut donnée à l'église de Sailly-Laurette en 1859, par l'évêque d'Amiens. Ce bas-relief représentait le saint enchaîné à un poteau et des bourreaux le tourmentant avec des instruments ; un personnage assis dans un fauteuil donnant des ordres, flanqué de deux licteurs tenant des faisceaux. À l'arrière plan, était représentée une ville aux tours crénelées. Une palme et une couronne apparaissaient dans un nuage lumineux.
Cette œuvre, mentionnée comme disparue après la Première Guerre mondiale et la destruction de l'église, a été localisée en mai 2000 dans le département de l'Aisne, dans l'église Saint-Laurent de Rozoy-sur-Serre.

## Caractéristiques
L'église actuelle de Sailly-Laurette a été construite sous la direction de l'architecte Marcel Gogois, en brique selon un plan cruciforme ramassé. Un clocher-porche surmonté d'un toit en flèche recouvert d'ardoises  donne accès à l'intérieur. Le large transept est éclairé par une grande verrière. Le chevet se termine en abside. Les ouvertures sont traitées en style néo-roman. L'église a été inaugurée le 13 septembre 1925 .
Albert Roze sculpta le Bon Pasteur pour la porte du tabernacle du maître-autel.

## Photos

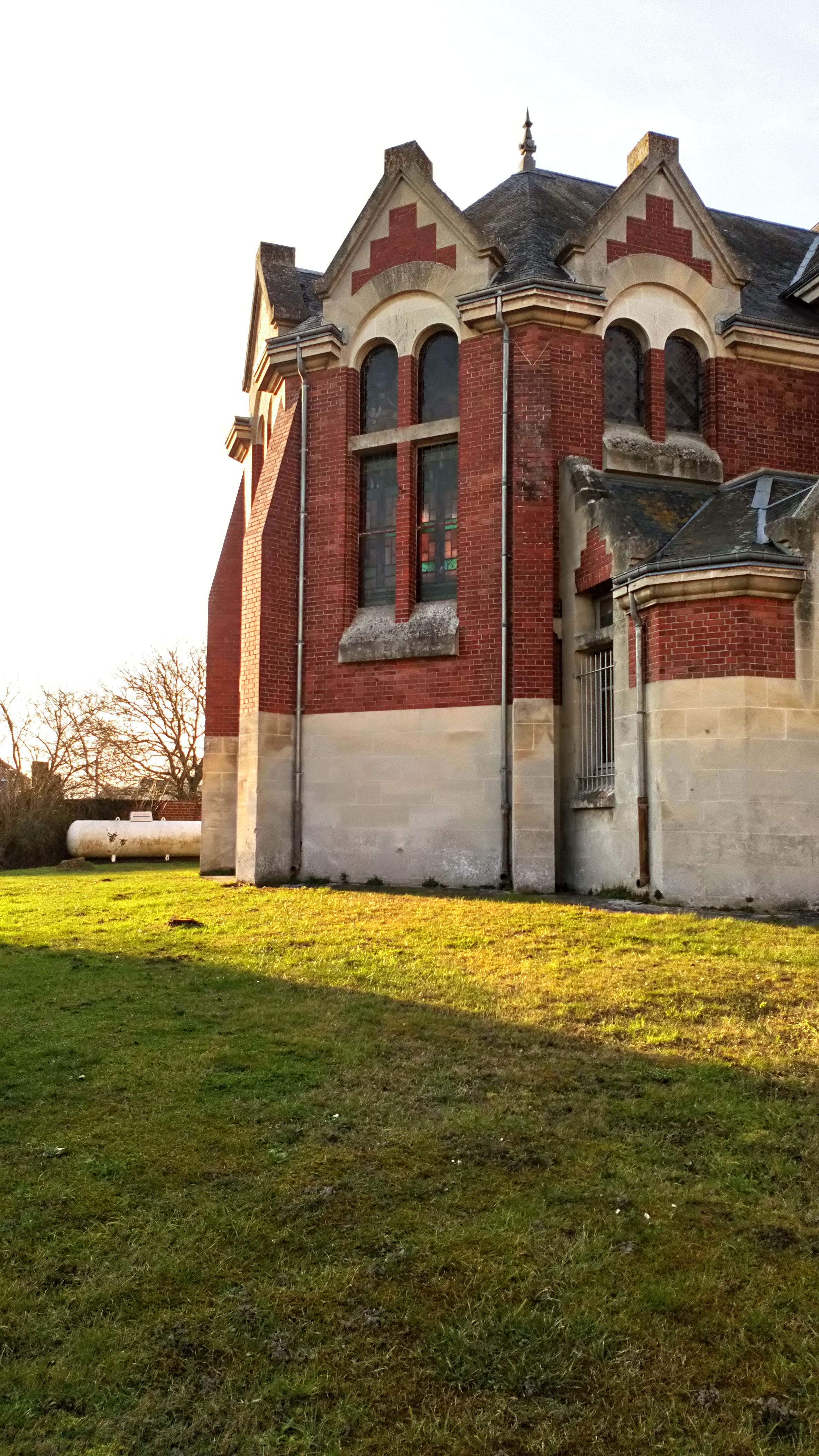
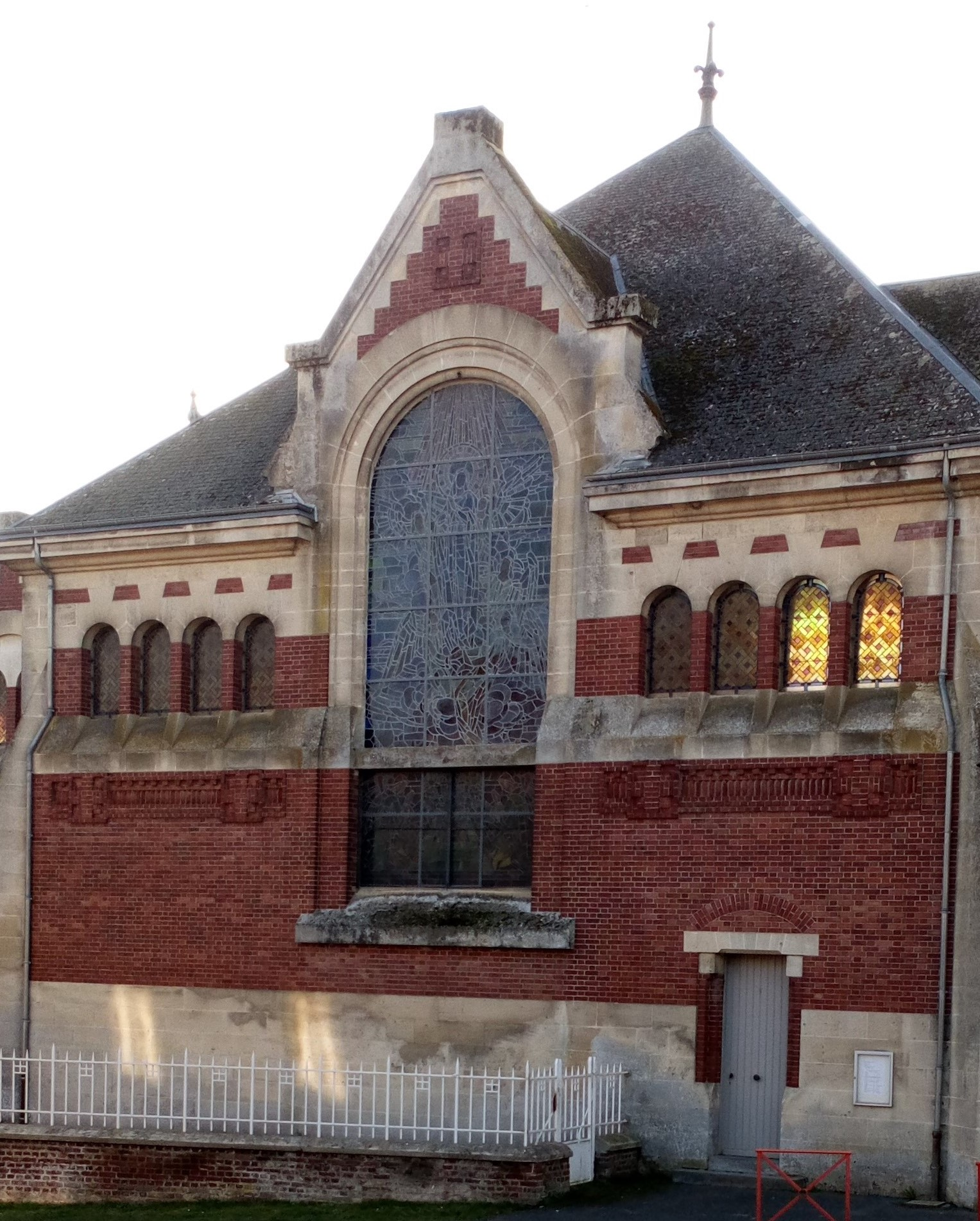
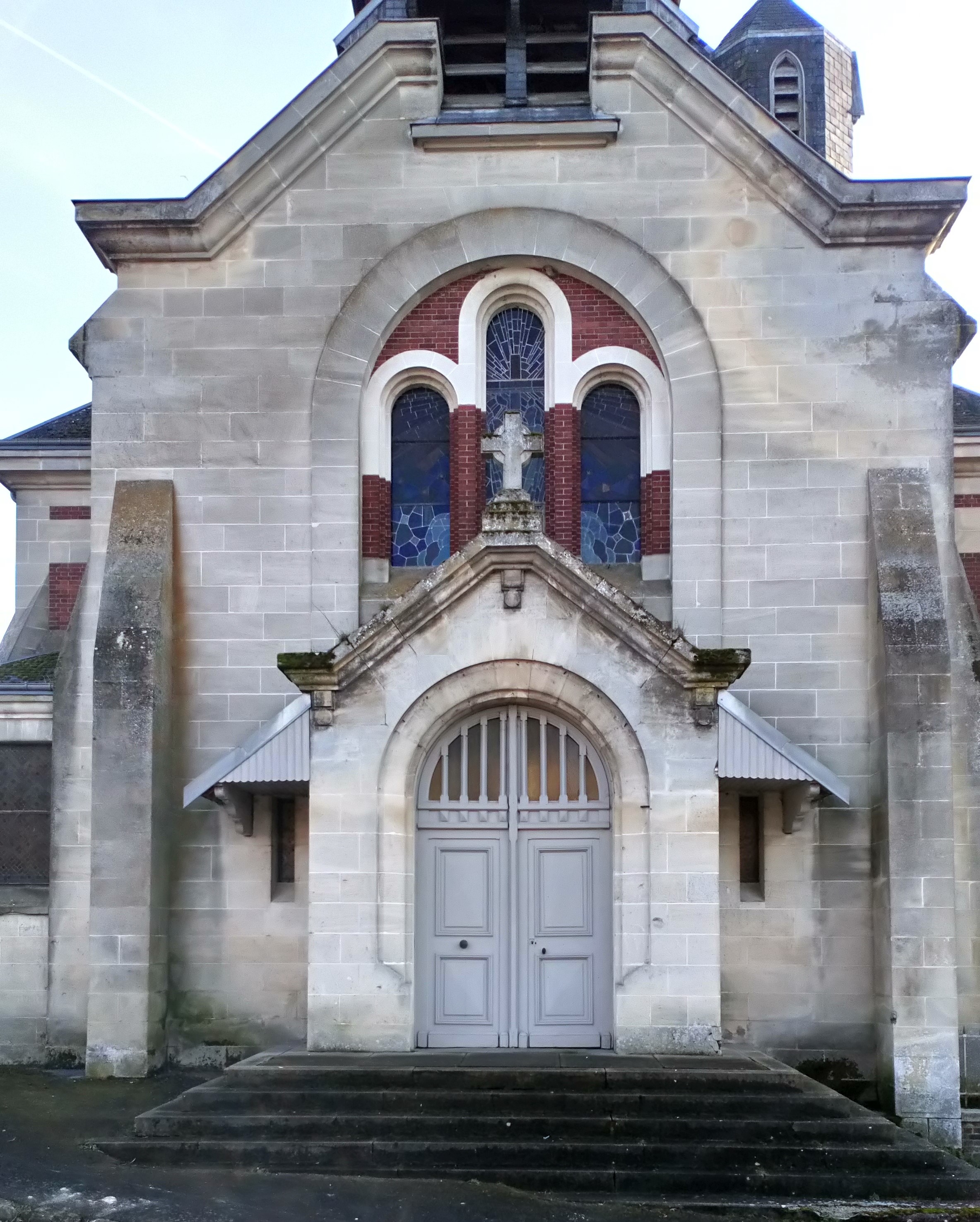
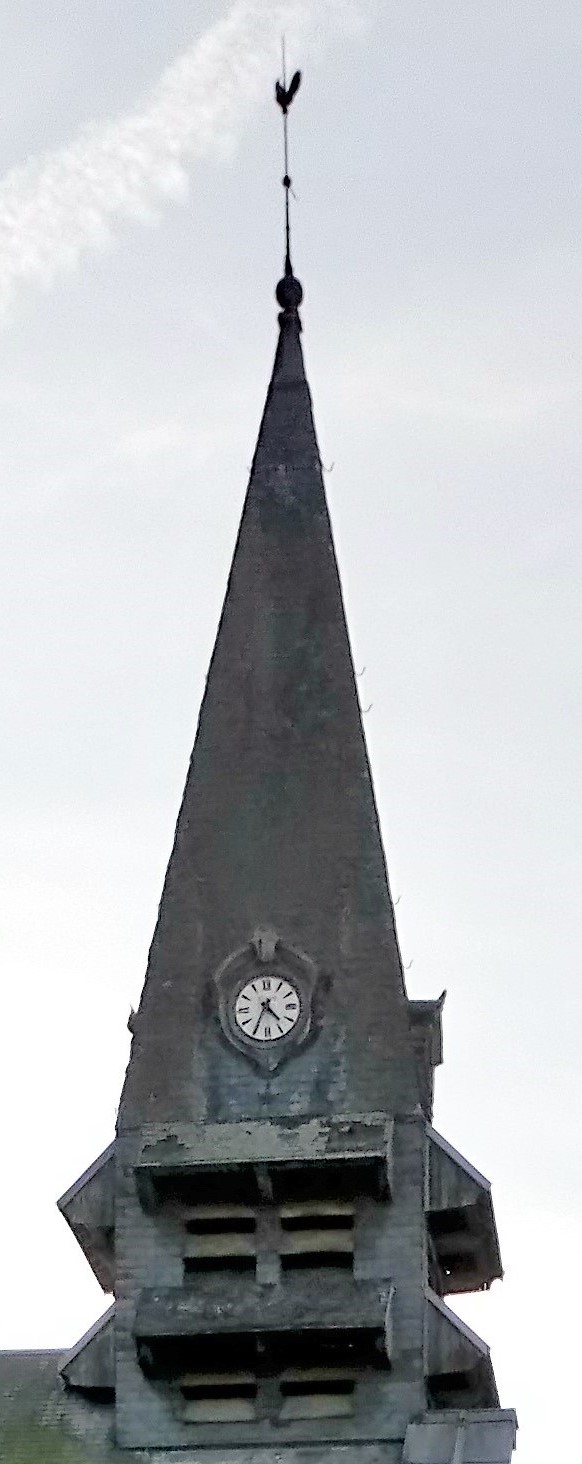
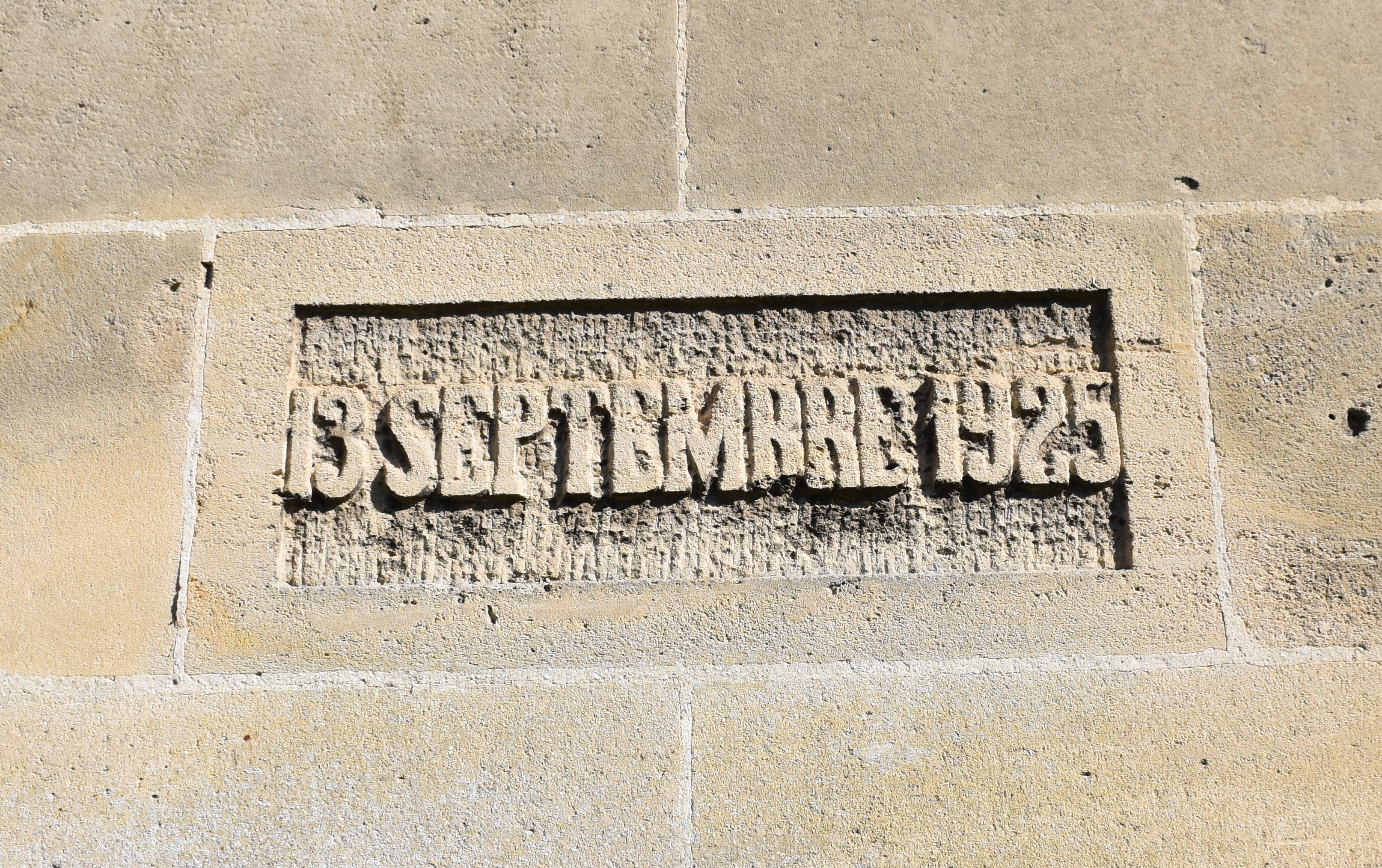
Date de l'nauguration de l'église: 13 septembre 1925.